# Jeu mathématique
 (août 2024).

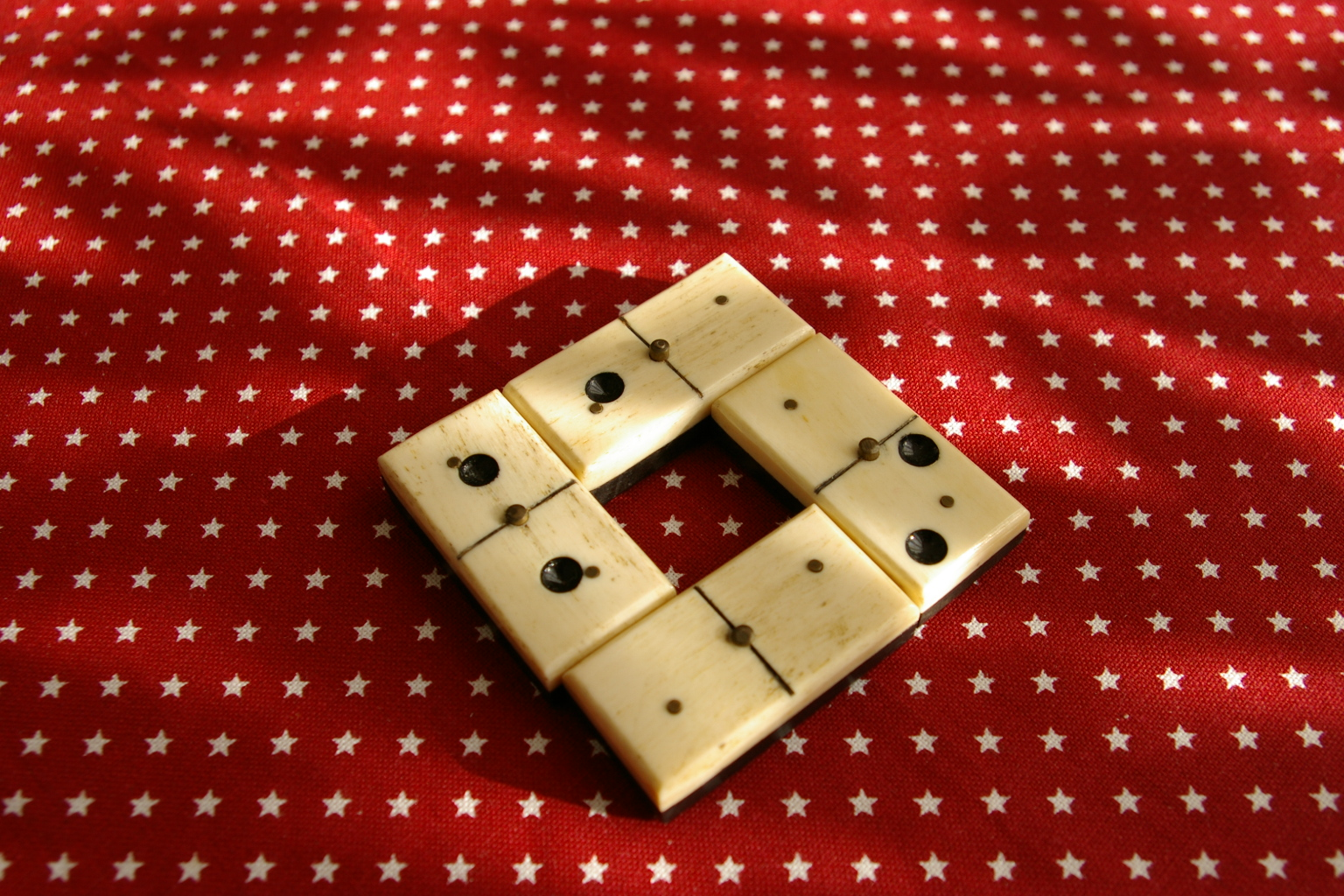
Exemple d'un jeu mathématiques connu s'appelant "les quatre dominos".

Les jeux mathématiques incluent de nombreux sujets qui font partie des récréations mathématiques. Ce qui distingue un jeu mathématique d'un autre jeu ordinaire, c'est l'accent mis sur l'analyse mathématique du jeu, la logique nécessaire à son accomplissement, plus que sur la façon de jouer.

## La mathématique des jeux
Le sujet est plus sérieux que son titre pourrait le laisser entendre.
- La théorie des jeux connaît des applications dans le domaine social et dans le domaine militaire qui consistent en l'étude des tactiques et des stratégies.
- La théorie de Conway sur le jeu de stratégie combinatoire abstrait et celle des nombres surréels.

## Les mathématiques dans le jeu
Les inventeurs les plus populaires de récréations mathématiques des dernières années sont :
- John Conway
- Martin Gardner
- Douglas Hofstadter
- Ian Stewart
- Raymond Smullyan

Dans l'histoire des récréations mathématiques, on retrouve aussi :
- Bachet de Méziriac (1581-1638)
- Claude Mydorge (1585-1647)
- Jean Leurechon (1591-1670)
- Denis Henrion (15??-1632)
- Sam Loyd (1841-1911)
- Édouard Lucas (1842-1891)
- Henry Dudeney (1857-1930)
- Yakov Perelman (1882-1942)
- Piet Hein (1905-1996)

## Exemples et autres casse-têtes
Jeux de logique et casse-têtes
- Énigme des trois maisons
- Tours de Hanoï
- Rubik's Cube
- Akari
- Jeu du gratte-ciel

Crucinumérisme
- Nombres fléchés
- Sudoku

Jeux de pavage
- Pavage de Penrose
- Tangram

Jeux de stratégie combinatoire abstraits
- Jeu d'échecs
- Dames
- Jeux de Nim
- Hex
- Juniper Green
- Jeu de go

Récréations mathématiques
- Jeu de la vie
- Origami
- Théorème des quatre Quatre
- Sangaku

## Publications
Jean-Paul Delahaye, de l'université de Lille, tient une rubrique régulière de curiosités mathématiques dans la revue mensuelle « Pour la Science », version française de « Scientific American ».
En anglais, Mathematical Games était le titre d'une rubrique de Martin Gardner du magazine Scientific American, lue par plusieurs générations de mathématiciens et de scientifiques. Douglas Hofstadter et Ian Stewart ont successivement pris le relais à travers les rubriques Metamagical Themas et Mathematical Recreations.